# USS Guardian (MCM-5)
El USS Guardian (MCM-5) fue un buque de contramedidas de minas de la clase Avenger de la Armada de los Estados Unidos , y fue el segundo buque de la Armada en llevar ese nombre. Los buques de contramedidas de minas combinan el papel de dragaminas y cazador de minas. Los cascos de los buques de la clase Avenger estaban construidos de madera con una capa externa de fibra de vidrio.
El Guardian fue botado el 8 de mayo de 1985 por Peterson Builders, Sturgeon Bay, Wisconsin; botado el 20 de junio de 1987; y puesto en servicio el 16 de diciembre de 1989. En 2010, se convirtió en el primer buque de contramedidas de minas de la Séptima Flota modificado para una tripulación mixta, con instalaciones de baño separadas.
El 17 de enero de 2013, el Guardian encalló en el arrecife de Tubbataha, en una zona protegida de Filipinas en medio del mar de Sulu. El oleaje hizo que el barco se volcara y se adentrara más en el arrecife. Al no poder recuperarse, el barco fue dado de baja y eliminado del Registro Naval de Buques de los Estados Unidos el 15 de febrero de 2013. Después de retirar el combustible y el equipo útil, y después de que se cortara y levantara la superestructura superior del cazaminas, el casco de madera se cortó secuencialmente con motosierra en cuatro secciones y se levantó del arrecife mediante el buque grúa de posicionamiento dinámico MV Jascon 25. La sección de proa se cortó y se retiró con una grúa el 26 de marzo de 2013. Originalmente se había planeado cortar el casco en tres piezas, pero la sección de popa tuvo que volver a cortarse por la mitad. La última sección de popa se retiró con una grúa del arrecife de Tubbataha el 30 de marzo de 2013.

## Galería

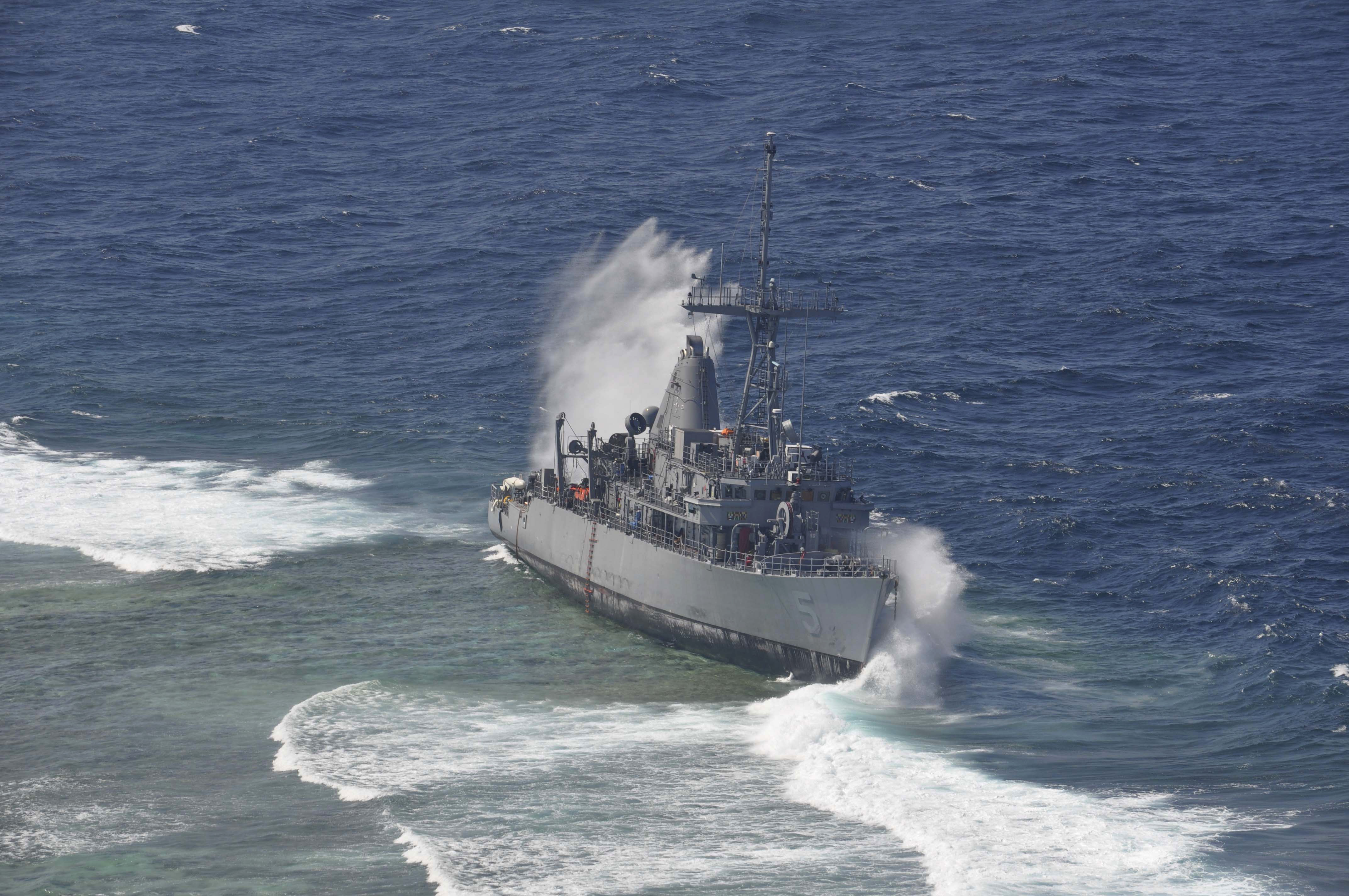
El Guardian fue empujado aún más hacia el arrecife de Tubbataha por la acción de las olas, como se muestra el 29 de enero de 2013.
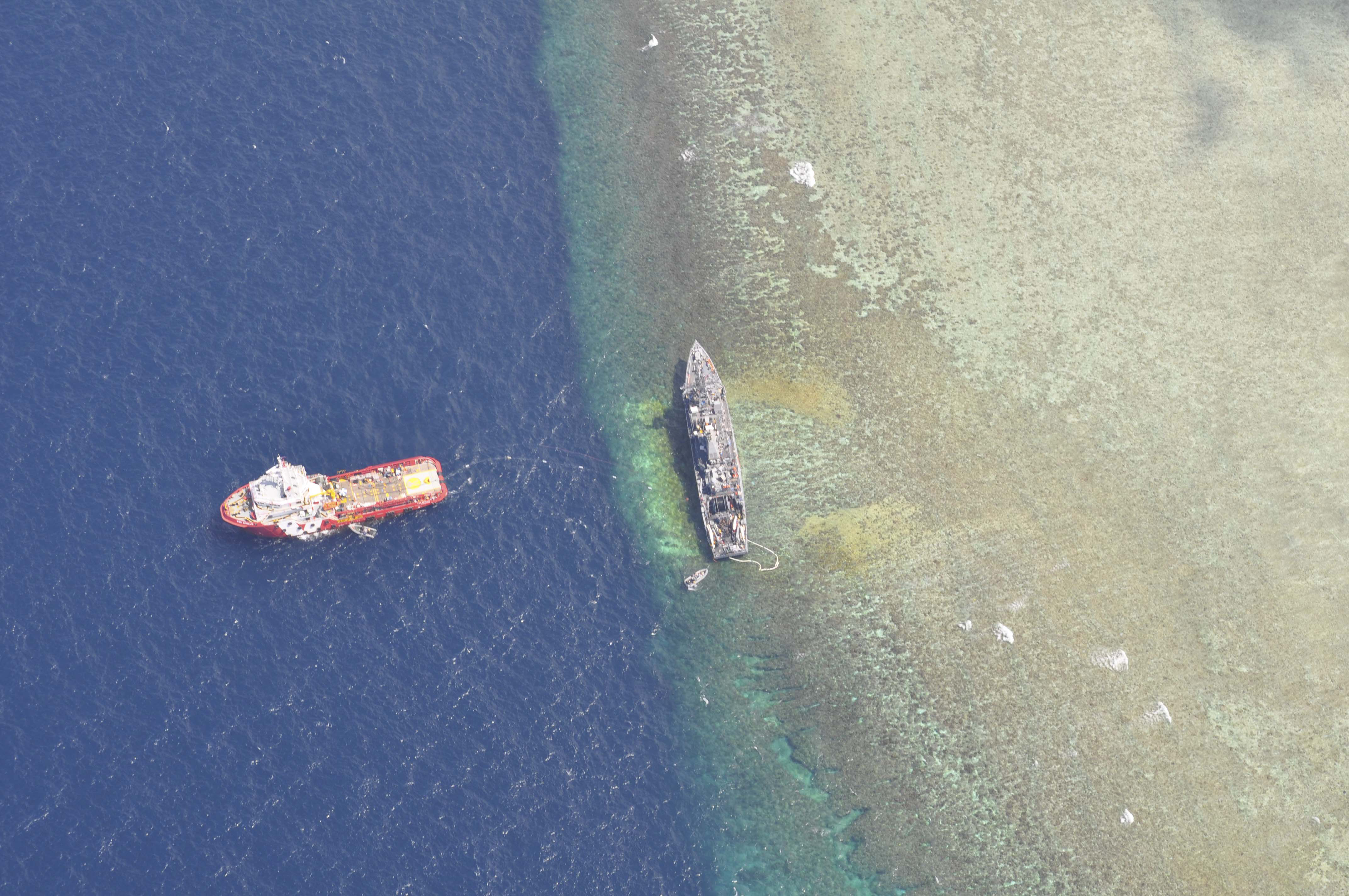
El remolcador malasio Vos Apollo, contratado por la Marina de los EE.UU., extrajo 15.000 galones de combustible del Guardian el 24 y 25 de enero de 2013 y llenó sus tanques con agua de mar.
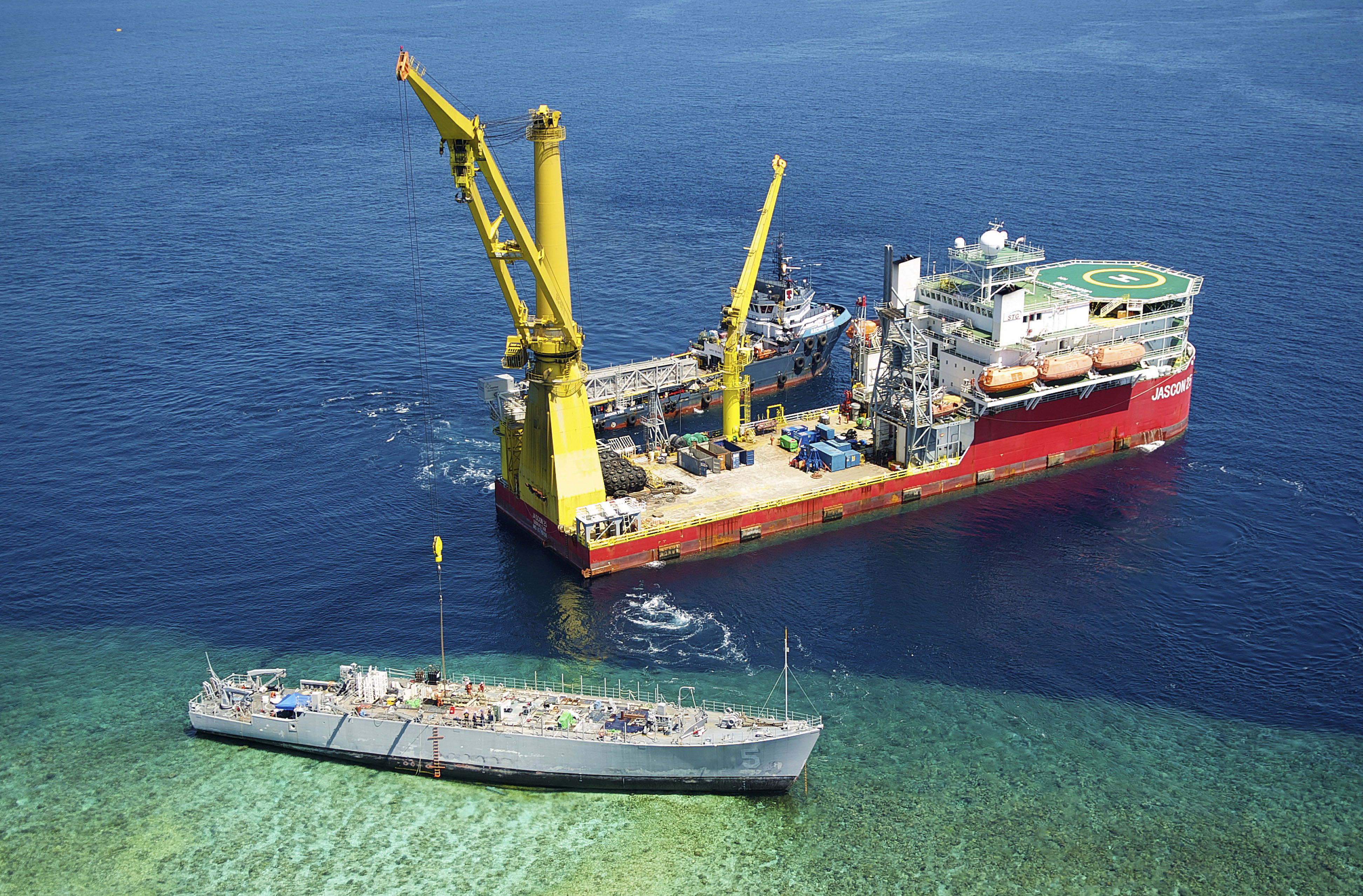
Guardian el 12 de marzo de 2013, después de que se quitaran las cubiertas de la superestructura, y el casco sería rescatado en secciones cortadas por el buque grúa MV Jascon 25.
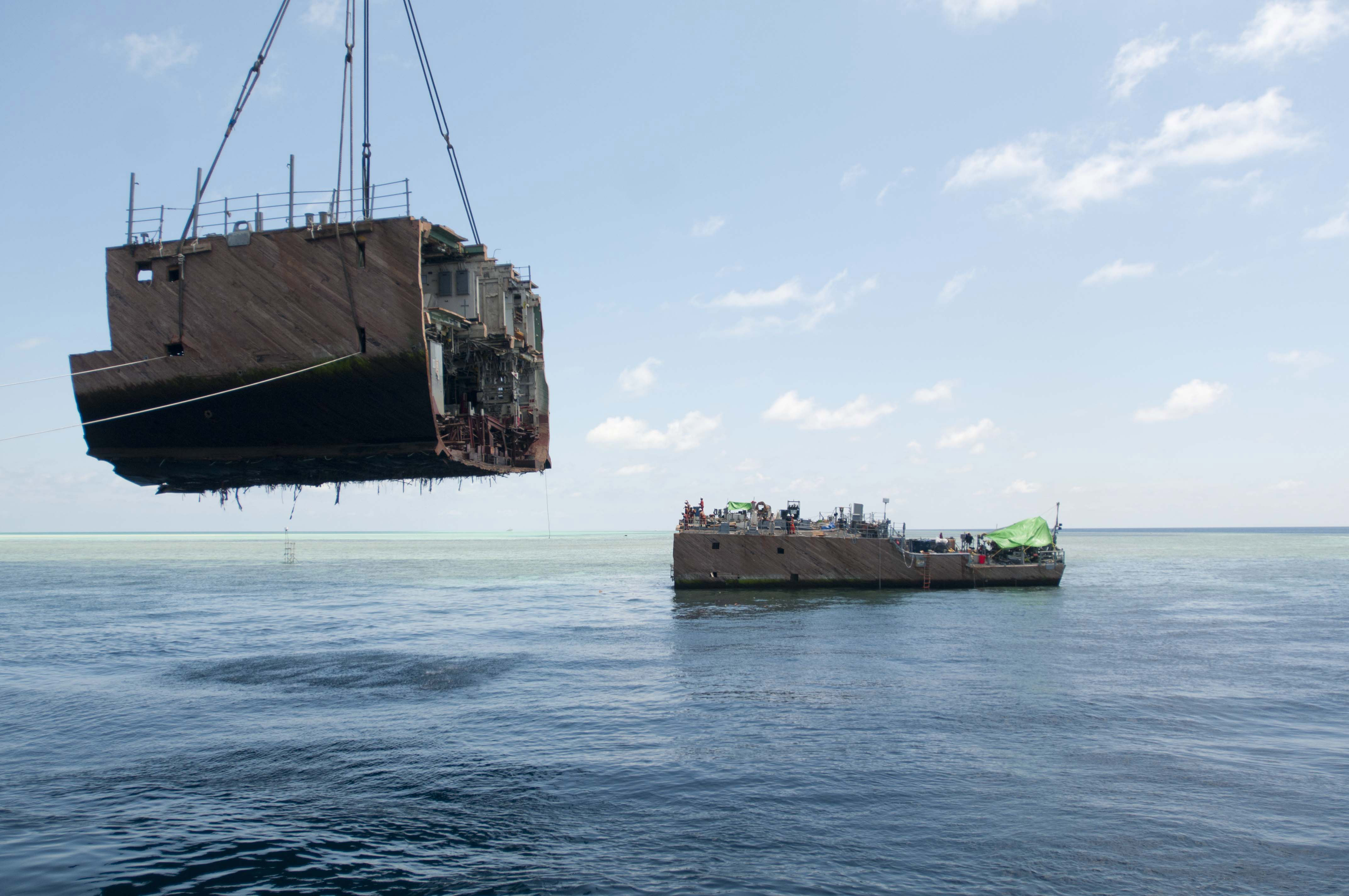
Una sección cortada del casco del Guardian fue retirada del arrecife por el buque grúa MV Jascon 25 contratado por la Marina de los EE. UU. el 26 de marzo de 2013.